# 雷公藤
雷公藤（学名：Tripterygium wilfordii），別名黃藤、黃藤草、黃藤根、黃藤木、黃臘藤、莽草、水莽、水莽草、水莽子、水莽兜、斷腸草、蒸龍草、紅紫根、紅柴根、震龍根、水腦子根、南蛇根、大茶葉、三稜花、早禾花、紅藥、黃藥、菜蟲藥、山砒霜，是卫矛科雷公藤属植物。雷公藤主要分布于東亞地區，包括日本、朝鲜以及中国的江苏、广西、湖北、安徽、福建、台湾、湖南、浙江等地，生长于海拔200米至2,400米的地区，多生于山地林内阴湿处。

## 药用
据香港浸會大學中醫藥學院植物药库称，雷公藤临床用作疗效确切的免疫抑制剂，可主治類風濕性關節炎，腎小球腎炎，腎病綜合症，紅斑狼瘡，口眼乾燥綜合症，白塞病，銀屑病，麻風病，濕疹，疥瘡，頑癬等关节炎或皮肤病，但其有大毒，应须谨慎使用。
2012年，Ashok Salujaat 等对雷公藤甲素（雷公藤内酯醇，一种存在于雷公藤中的药用成分）修饰，发现了一个新的雷公藤内酯醇衍生物：minnelide，实验证明该化合物能有效杀死肿瘤细胞，缩小肿瘤体积，具有治疗胰腺癌的潜力。
据中国国家药品不良反应监测中心病例报告数据库数据显示，雷公藤制剂可引起肝、肾、血液系统和生殖系统等损害。主要表现为药物性肝炎、肾功能不全、粒细胞减少、白细胞减少、血小板减少、闭经、精子数量减少、心律失常、骨髓抑制等。

## 外部連結
- 雷公藤 Leigongteng （页面存档备份，存于） 藥用植物圖像數據庫 (香港浸會大學中醫藥學院) （中文）（英文）
- 雷公藤 Lei Gong Teng （页面存档备份，存于） 中藥標本數據庫 (香港浸會大學中醫藥學院) （繁體中文）（英文）
- 雷公藤內酯 Triptolide （页面存档备份，存于） 中草藥化學圖像數據庫 (香港浸會大學中醫藥學院) （中文）（英文）